# Helena Högberg
Ulla Helena Cecilia Högberg, född 31 oktober 1951 i Linköping, är en svensk dansare.
Högberg var en av sju solistdansare i Ingmar Bergmans tv-uppsättning av Trollflöjten (1975) och medverkade även som dansös i Ryska baletten i Hasse och Tages Picassos äventyr (1978). 1981 var hon dansare i Hans Klingas uppsättning av Tjingiz Ajtmatovs Den vita ångbåten på Dramaten i Stockholm. Hon har även varit verksam vid Moderna dansteatern.